# BBC Wales

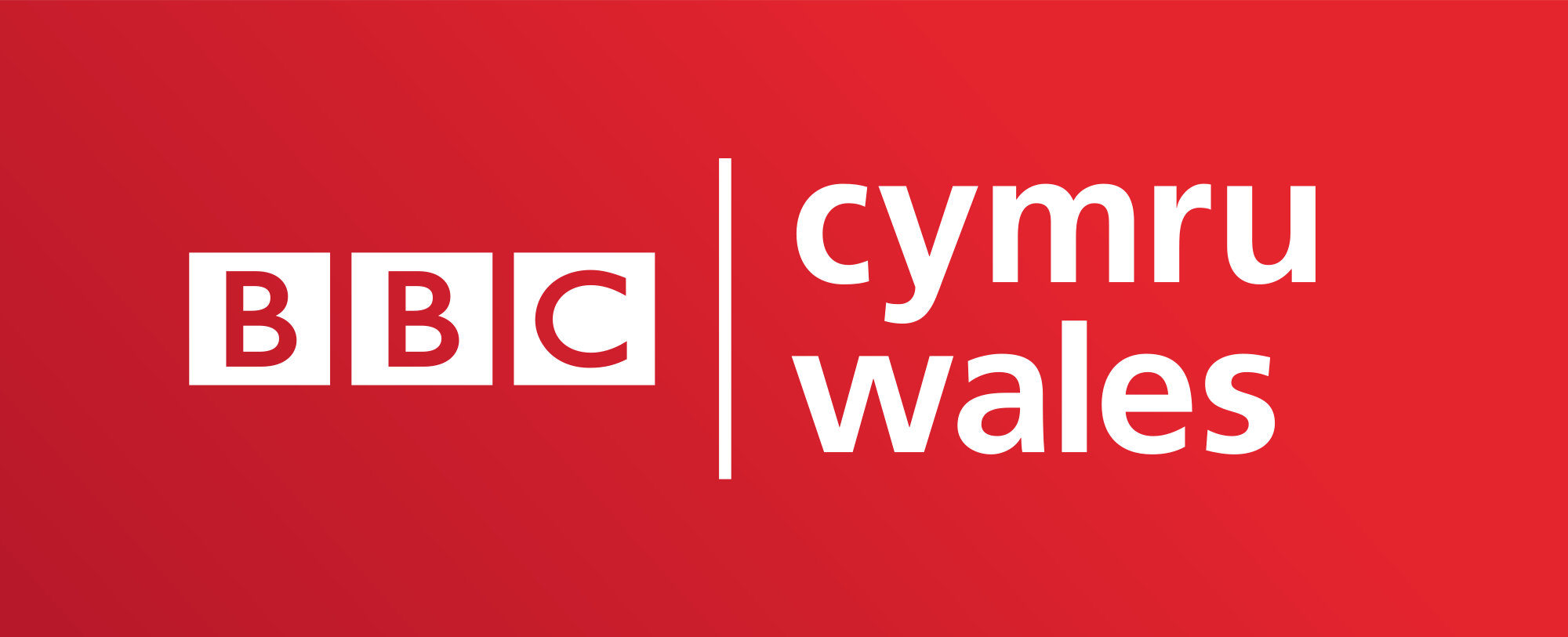
logo

BBC Wales (nebo také velšsky BBC Cymru či složeně BBC Cymru Wales) je velšská televizní a rozhlasová společnost, satelitní kanál BBC. Zajišťuje vysílání několika britských rozhlasových a televizních stanic. Dvě televizní (BBC One Wales a BBC Two Wales) a dvě rozhlasové (BBC Radio Wales, která vysílá v angličtině, a BBC Radio Cymru vysílající ve velštině). Společnost byla založena roku 1964 a sídlí v Cardiffu. Společnost zaměstnává vlastní orchestr (BBC National Orchestra of Wales), který vystupuje v různých městech napříč Walesem a většina jeho vystoupení je nahrávána pro rozhlasové vysílání.